# Тетенхусен
Тетенхусен (њем. Tetenhusen) општина је у њемачкој савезној држави Шлезвиг-Холштајн. Једно је од 134 општинска средишта округа Шлезвиг-Фленсбург. Према процјени из 2010. у општини је живјело 953 становника. Посједује регионалну шифру (AGS) 1059087.

## Географски и демографски подаци
Тетенхусен се налази у савезној држави Шлезвиг-Холштајн у округу Шлезвиг-Фленсбург. Општина се налази на надморској висини од 4 метра. Површина општине износи 23,1 km². У самом мјесту је, према процјени из 2010. године, живјело 953 становника. Просјечна густина становништва износи 41 становник/km².